# Одного разу в Америці
«Одного разу в Америці» (англ. Once Upon a Time in America; італ. C'era una volta in America) — кримінальна драма режисера Серджо Леоне спільного виробництва США та Італії, знята у 1984 році за мотивами автобіографічного твору американського письменника Гаррі Грея. Історію дружби і зради кількох гангстерів і бутлегерів, які зустрілися на початку двадцятого століття в єврейському кварталі Нью-Йорка і розбагатіли за часів сухого закону в США, показано через примхливе сплетіння спогадів, сновидінь і опіумних марень головного героя.
Остання режисерська робота Серджо Леоне вийшла в прокат у спотвореному вигляді і не мала успіху ні у критиків, ні у глядачів. Після відновлення первісного хронометражу і структури картина вважається одним з найвищих досягнень гангстерського жанру. На 1 березня 2024 року фільм займав 86-ту позицію у списку 250 кращих фільмів за версією IMDb.

## Сюжет
Вдихаючи аромати опіуму, Девід Ааронсон (Роберт Де Ніро) вдається до низки спогадів про своє отроцтво і змужніння в 1920-і роки в Брукліні, районі Нью-Йорка, – про початок славних кримінальних справ, які Девід, що отримав прізвисько «Локшина», провертав разом з чотирма друзями. Згадує він і про пізніші події, коли приятелі, що вже виросли, на чолі з Максом Берковіцем (Джеймс Вудс) намагаються ввести «Локшину» в курс злочинного бізнесу, що змінився. Доля жорстоко обійдеться з легендарними гангстерами, примусивши їх виконати свою клятву – віддати життя один за одного. Це трапилося одного разу в Америці.
Фільм побудований як переплетення трьох часових (1920-і, 1930-і і 1960-і роки) і двох смислових сюжетних ліній.
Головний герой Девід Ааронсон на прізвисько «Локшина» («Noodles»), гангстер і бутлегер в минулому, а нині літній чоловік без певних занять, що протягом 35 років ховався від свого злочинного минулого, приїжджає в Нью-Йорк. Він отримує повідомлення про необхідність перенести могили друзів через перенесення старого кладовища. Хоча він і ретельно ховався багато років, місце його знаходження для когось невідомого більше не таємниця. Потрапивши в рідний квартал, Локшина стикається зі своїм минулим: «Бар товстуна Мо», предмети в будинку – все нагадує йому про пережите. Він виявляє дуже несподівану обставину – хтось вже переніс поховання на нове кладовище, збудувавши для цієї мети розкішний склеп. Локшина потрапляє в склеп і, закривши за собою важкі ковані двері, виявляє меморіальну табличку, з тексту якої випливає, що цей склеп побудував не хто інший, як він сам в пам'ять своїх друзів. А поруч висить ключ від комірки вокзальної камери схову, який хтось залишив для нього…
Пам'ять переносить Локшину в 1920—1930-і роки. Починав він у банді підлітків, яка промишляла в єврейському кварталі Нью-Йорка. Девід «Локшина» («Noodles») Ааронсон, Максиміліан «Макс» («Max») Беркович, Патрік «Простак» («Patsy») Голдберг, Філіп «Косий» («Cockeye») Штейн і малюк Домінік займаються крадіжками, пограбуваннями та іншими аферами. У компанії з'являються два яскраво виражених лідери – Девід і Макс, однак вони знаходять спільну мову і банда стає тільки сильнішою. Попри вік, хлопці проявляють недитячі розум, вправність і кмітливість, спочатку підпорядкувавши, вдавшись до шантажу, поліцейського, що контролює квартал, а пізніше – ставши виконувати завдання дорослих організованих злочинців. Завдяки своєму винаходу – «поплавцю з сіллю» – підлітки рятують контрабанду алкоголю і отримують свій перший серйозний куш, виловивши ящики зі спиртним, скинуті у море під час облави. Потому друзі урочистого укладають договір і ховають до комірки камери схову на залізничній станції 50 % від усієї своєї виручки у валізу, створюючи общак. Ключ вирішують віддати власнику бару Товстунові Мо, не повідомляючи тому від яких він дверей. Повертаючись з вокзалу, хлопці натрапляють на давнього непримиренного конкурента — молодого злочинця на прізвисько «Багсі». Домінік, наймолодший член банди, що біжить попереду, зауважує Багсі. За окриком Домініка всі кидаються навтьоки, але Багсі стріляє і влучає якраз в малого, який помирає на руках у Девіда. Багсі шукає інших серед ящиків, але Локшина, вирішуючи помститися за Домініка, накидається на Багсі і в сказі заколює його ножем, а заодно завдає два ножові удари підоспілому поліцейському і потрапляє до в'язниці на більше ніж десять років.
Коли Девід Ааронсон (Локшина) виходить з в'язниці, він потрапляє в новий для Америки час — 1930-і роки. Вся його стара банда досягає успіху — вони утримують підпільний питний заклад, що процвітає в умовах сухого закону. Локшина активно включається у злочинну діяльність. Поступово спільники починають займатися все серйознішими справами, пов'язаними з пограбуваннями та вбивствами. Банду Локшини і Макса використовують політики у протистоянні між профспілкою і босами сталеливарного концерну. Локшина проти втручання в політику, на цьому ґрунті у нього виникає перша велика сварка з Максом, якого, навпаки, роль вуличного гангстера вже не влаштовує.

Локшина: (звертаючись до політика) Мені не потрібні твої зв'язки і я не довіряю політикам. 

Макс: Ти все ще міркуєш як вуличний пацан. Якби ми слухали тебе, то, як і раніше, заглядали би в кишені п'яницям у барі! 

Локшина: В чому справа — ти банкрут? 

Макс: Не дій мені на нерви, Локшино! Я говорю про реальні гроші. 

Локшина: (дістає з кишені пачку грошей) Ось це реальні гроші, у мене їх багато. Позичити тобі? 

Макс: Будеш тягати бруд з вулиці все своє життя? 

Локшина: А мені подобається вулиця, вона полегшує мені життя. Мені подобається її нюхати, вона прочищає легені. І вона мене збуджує.
Наступна сварка виникла через те, що Максу прийшла ідея пограбувати Федеральний резервний банк Нью-Йорка. Доба сухого закону завершувалася, і пора було думати про інші можливості заробити. Локшина розуміє, що здійснити такий масштабний злочин їх банді не під силу, але Макс і чути нічого не хоче. Коханка Макса каже Локшині, що її коханець тільки й робить, що говорить про цю зухвалу справу, що вже й ліжко його не цікавить, і просить Локшину вирішити ситуацію, або вона сама це зробить, вважаючи, що краще вона побачить їх у в'язниці, ніж у труні… Розуміючи, що Макс не відступить, Локшина вирішує здати своїх друзів поліції в той момент, коли вони будуть перевозити чергову партію спиртного. Таким способом він сподівається врятувати їх від самогубної спроби пограбування банку.
Локшина телефонує в поліцію від імені невідомого доброзичливця і розповідає про майбутнє перевезення спиртного. Наступного дня в усіх ЗМІ з'являється повідомлення про те, що Простак, Косий і Макс вбиті в перестрілці з поліцією. При цьому тіло Макса обгоріло до повного невпізнання. Після цих подій невідомі з синдикату шукають Локшину, щоб його вбити. Вони чекають Локшину в номері готелю, куди приходить його коханка, і запитують, де ховається Локшина, але вона нічого не знає. Невідомі вбивають її. Пізніше вони жорстоко б'ють і катують Товстуна Мо, намагаючись також з'ясувати, де ховається Локшина. Товстун Мо довго терпить, але в підсумку каже, що вони знайдуть його в китайському театрі, який служить прикриттям для курильні опіуму. Злочинці направляються туди, один залишається вартувати в барі. Китаєць попереджає Локшину про прихід недоброзичливців і вказує на безпечний вихід на вулицю. Локшина, покинувши театр, проникає в заклад Товстуна Мо і вбиває недоброзичливця. Також він бере ключ від тієї самої комірки, куди друзі складали свої гроші.
Локшина відкриває комірку на станції, але до свого жаху у валізі замість грошей виявляє лише старі газети. Він бере квиток на найближчий рейс до іншого міста і зникає з Нью-Йорка на 35 років.
Інша паралельна сюжетна лінія – романтичні взаємини Локшини і Дебори, сестри Товстуна Мо, що почалися ще в їх дитинстві. Будучи підлітками, вони відчували сильну симпатію один до одного, але їх стосунки не склалися – він був вуличним волоцюгою-босяком, а вона мріяла про велику сцену. Минуло багато років і Дебора стала відомою актрисою. А Локшина, вийшовши з в'язниці – став запеклим гангстером, отже, вони так і не змогли знайти спільну мову. Врешті-решт Локшина влаштував Деборі приголомшливий романтичний вечір в ресторані, відкривши його не в сезон, всі столики на двох. Локшина говорить їй, що саме спогади про неї дозволили йому пережити ув'язнення в тюрмі. Але Дебора повідомляє, що їде на західне узбережжя в Голлівуд, щоб втілити свою мрію, – бути на самій вершині знаменитою актрисою, і що вони не можуть бути разом. Локшина любив і бажав її з юності, і Дебора також мала до нього дуже теплі і глибокі почуття. Вони по-справжньому кохали один одного весь цей час. Після вечері, сидячи в машині, Локшина і Дебора їдуть додому. Він сидить повністю розбитий, і Дебора наближається, щоб поцілувати його, попрощатися. Вони цілуються, а потім жінка намагається зупинити чоловіка. Але Локшина не зупиняється. Розуміючи, що вони дійсно не можуть бути парою, і що Дебора скоро поїде, і невідомо чи побачаться вони ще колись, Локшина ґвалтує Дебору в машині.
1960-ті роки. Повертаючись від своїх спогадів до дійсності, Локшина відвідує вокзал і, відкривши знайденим в склепі ключем комірку в старій камері схову, де ще з 1920-х років вони зберігали свої заощадження, тепер виявляє старий чемодан з великою сумою грошей. Поверх грошей лежить записка: «Це аванс за майбутню роботу». Замовник – секретар Бейлі.
Пізніше Локшина знаходить колишню коханку Макса, яка повідомляє, що Макс все спланував ще тоді, в давньому минулому, і що лише посміявся над ними, прорахувавши їхнє рішення повідомити про ті справи в поліцію. А коли поліція зупинила їх машину, він першим відкрив вогонь. І сказала, що Макс хотів померти, а не кінчити в психлікарні, як його батько. Тому він так болісно і серйозно ставився до виразів Локшини: «Ти божевільний». Також Локшина бачить фотографію поруч з місцем їх діалогу. На картині покровитель цього закладу і Дебора.
Локшина знаходить Дебору. Він каже, що бачив, як вона приголомшливо грала роль і що зробила в минулому правильний вибір, промінявши його на акторську кар'єру. Також Локшина розуміє, що вона знає секретаря Бейлі і що їх щось пов'язує. Дебора намагається заперечувати це, але тут «грає» невпевнено. Він дізнається, що Дебора була всі ці роки коханкою секретаря Бейлі. У двері стукає юнак на ім'я Девід, але акторка спішно просить його почекати назовні. Дебора розповідає Локшині про сина секретаря Бейлі. Вона благає його вийти через інші двері, щоб не побачити його. А також не приходити на запрошення секретаря Бейлі. Локшина не слухає Дебору. Він виходить через вхідні двері, бачить Девіда і тут же все розуміє. На обличчі у нього проступають скупі чоловічі сльози. Син секретаря Бейлі як дві краплі води схожий на найкращого друга Локшини – Макса в молодості. До того ж його звуть Девідом, як і Локшину.
Врешті, Локшина приймає запрошення і знаходить замовника – секретаря Бейлі. Секретар Бейлі – це не хто інший, як постарілий, але все той же старий друг Локшини, Макс. Він розповідає, що в тих вбивствах його друзів брав участь синдикат. Поліція також була замішана і підкуплена. Постарілий Макс розповідає про те, що все це підлаштував саме він, щоб вирватися з вулиці і легалізуватися. Він спеціально домовився з поліцейськими, щоб ті розстріляли при спробі опору всю банду, і підкинули обгоріле тіло іншої людини, щоб сфальсифікувати його смерть. Зараз Бейлі знаходиться під серйозним розслідуванням. Він не має бажання постати перед комітетом і вважає себе і так вже трупом. Або він прибере конкурентів, або вони його. Макс-Бейлі говорить, що запрошення нічого вже не значить, а значать лише гроші і контракт. Контракт на вбивство самого себе. Він хоче, щоб саме Локшина застрелив його, бо зможе прийняти смерть тільки від його рук. Саме для цього Макс знайшов Локшину. Цим він хоче зрівняти рахунки, а також спокутувати свою провину перед другом і повернути борг. Він гарантує повну анонімність свого вбивства, відкриваючи потайні двері з виходом на вулицю.
Макс припускає, що Локшина хоче помститися йому за все: спотворене життя, забрані усі гроші та кохану дівчину… а натомість залишені 35 років скорботи про те, що Локшина убив свого найкращого друга. Однак Локшина відмовляється і каже йому, що той божевільний. Він удає, що не знає Макса, звертаючись до нього суто «секретар Бейлі». Локшина каже Бейлі, що не розуміє про що той говорить і що той йому нічого не винен, а також те, що раніше вони і вбивали людей, виконували різні замовлення, але ніколи б не пішли на такий контракт, який пропонує Бейлі. Бейлі говорить, що він повинен відповісти за зраду друга. І знову просить Локшину вбити його. Але Локшина каже пану секретарю, що багато років тому у нього був друг і він йому був дуже дорогий, але що цей друг Макс загинув ще багато років тому. Він каже, що це була велика дружба. Також він додає: «все обернулося погано і для нього і для мене». На завершення Локшина бажає містеру Бейлі на добраніч і каже: «Сподіваюся, розслідування нічого не виявить. Шкода буде, якщо праця всього життя піде нанівець». Після цього Локшина покидає будинок через чорний хід. Бейлі через невеликий проміжок часу теж виходить слідом і, йдучи поруч зі фургоном-сміттєподрібнювачем, який стояв нерухомо неподалік, а тепер заведений, їде і працює, зникає в ньому.
Фільм закінчується останнім флешбеком, сценою, що повертає глядача 1930-ті роки. Локшина заходить у той самий китайський театр, в курильню опіуму, він затягується, лягає на спину і розтягується зі щасливою посмішкою на обличчі.

## У ролях
| Актор                                 | Роль                            |
| ------------------------------------- | ------------------------------- |
| Роберт де Ніро                        | Девід «Локшина» Ааронсон        |
| Джеймс Вудс                           | Максиміліан «Макс» Берковіч     |
| Елізабет Макговерн Дженніфер Коннеллі | Дебора Геллі                    |
| Джо Пеші                              | Френкі Манолді                  |
| Берт Янг                              | Джо                             |
| Тьюзді Велд                           | Керол                           |
| Тріт Вільямс                          | Джеймс Конвей О'Доннелл         |
| Денні Аєлло                           | начальник поліції Вінсент Аєлло |
| Річард Брайт                          | Курка Джо                       |
| Джеймс Гейден                         | Патрік «Петсі» Голдберг         |
| Вільям Форсайт                        | Філіп «Косоокий» Стейн          |
| Дарленн Флюгель                       | Єва                             |
| Ларрі Репп                            | «Жирний» Мо Геллі               |
| Річард Форонджі                       | офіцер Вайті                    |
| Роберт Гарпер                         | Шаркі                           |
| Дач Міллер                            | Ван Лінден                      |
| Джерард Мерфі                         | Кроунінг                        |
| Емі Райдер                            | Пеггі                           |

| Актор              | Роль                       |
| ------------------ | -------------------------- |
| Ольга Карлатос     | жінка в ляльковому театрі  |
| Маріо Брега        | Менді                      |
| Рей Діттріх        | Тріггер                    |
| Френк Джіо         | Біфі                       |
| Карен Шалло        | Люсі Айєлло                |
| Анджело Флоріо     | Віллі Ейп                  |
| Скотт Тайлер       | молодий Локшина            |
| Дженніфер Коннеллі | молода Дебора              |
| Расті Джейкобс     | молодий Макс / Девід Бейлі |
| Брайан Блум        | молодий Петсі              |
| Адріан Каррен      | молодий Косоокий           |
| Майк Монетті       | молодий Жирний Мо          |
| Ной Моацеці        | Домінік                    |
| Джеймс Руссо       | Багсі                      |
| Френкі Казерта     | бандит Багсі               |
| Джої Марцелла      | бандит Багсі               |
| Клем Касерта       | Аль Капуано                |
| Френк Систо        | Фред Капуано               |
| Джеррі Стрівеллі   | Джонні Капуано             |
| Джулі Коен         | молода Пеггі               |

### Кастинг
В обойму кандидатів на головні ролі входило понад 200 акторів. У підсумку на ролі головних героїв фільму – євреїв – відібрали акторів інших національностей. У середині 1970-х років одним з основних претендентів на роль «Макса» або «Локшини» виступав Жерар Депардьє, який пообіцяв у разі потреби виробити у себе американський акцент. На роль Керол претендувала Клаудія Кардінале. Друг Роберта Де Ніро, Джо Пеші, претендував на роль «Макса», але після невдалої проби режисер запропонував йому вибрати будь-яку роль у фільмі, яка тільки йому сподобається – так Пеші зіграв Френкі.
Наступний етап кастингу полягав у підборі підлітків на ролі головних героїв в юності. У центр ставилася максимальна фізична схожість із тими акторами, які грають тих самих персонажів у зрілому віці. Роль юної Дебори стала кінодебютом 14-річної моделі Дженніфер Коннеллі. Вже наступного року вона зіграла провідну роль у фільмі «Феномен» італійського режисера Даріо Ардженто.

## Виробництво
При розробці каркасу майбутнього фільму Леоне відштовхувався від автобіографічного роману «The Hoods» Гаррі Грея (1901—1980), уродженця Одеси (Україна, тоді – Російська імперія). Леоне почав спілкуватися з Греєм і обдумувати задум фільму наприкінці 1960-х рр. Але на здобування авторських прав у режисера пішли роки. У міру зростання масштабності задуму він залучив до лав сценаристів Нормана Мейлера і Стюарта Камінські.
Фільм знятий сферичною оптикою на стандартній кіноплівці 35-мм в кашетованому форматі зі співвідношенням сторін кадру 1,85:1. Прокатні фільмокопії надруковані контактним способом з таким самим співвідношенням сторін.
Сцени на морському березі Маямі-Біч відзнято в місті Сент-Пітерсберг (Флорида). Готель, в який розбагатілий «Локшина» запросив Дебору, знімався у Венеції. При цьому дорога, по якій вони поверталися додому, знаходиться через океан – на узбережжі Нью-Джерсі. Роль шофера зіграв продюсер фільму Арнон Мільчан.
Роберт Де Ніро запропонував, щоби постарілий «Макс» мав сліпучу посмішку білосніжних зубів – це мало продемонструвати його багатство і марнославство. Продюсери відмовилися оплачувати пов'язані з цим витрати, і Де Ніро взяв їх на себе. Під час підготовки до ролі «Локшини» Де Ніро попросив про особисту зустріч зі знаменитим кримінальним босом Меєром Ланськи (1902—1983), на образ якого він орієнтувався. У цій зустрічі йому відмовили.
У ході роботи над фільмом 10-годинний відзнятий матеріал урізали до 6 годин. Спочатку Леоне хотів випустити свою картину у вигляді двох тригодинних серій, але на кіностудії не оцінили цієї ідеї. До нинішнього обсягу фільм скоротив новий монтажер Зак Стенберг, спеціально запрошений для цієї мети в знімальну групу.

## Цікаві факти
- «Одного разу в Америці» – це єдиний фільм Серджо Леоне, знятий не в його коронному екранному форматі 2,35:1.
- Фільм став дебютом в кіно для 14-річної моделі Дженніфер Коннеллі. Вже наступного року вона зіграла головну роль у фільмі «Феномен» режисера Даріо Ардженто, а за 17 років по тому завоювала «Оскара» за фільм «Ігри розуму».
- Сцени на морському узбережжі Маямі-Біч знято в місті Сент-Пітерсберг (Флорида) на пляжі «Дон Сезар».
- У сцені, коли літній «Локшина» дивиться телевізор, по ньому показують інтерв'ю з персонажем на ім'я Джеймс Конвей О'Доннелл. У фільмі «Славні хлопці» (1990) персонажа Роберта Де Ніро також звуть Джеймс Конвей.
- Під час підготовки до ролі «Локшини» Роберт Де Ніро попросив про особисту зустріч з відомим кримінальним босом Меєром Ланськи, на образ якого він орієнтувався. На жаль, в цій зустрічі йому було відмовлено.
- На роль Керол безрезультатно претендувала актриса Клаудія Кардінале.
- Роберт Де Ніро запропонував, аби постарілий Макс мав сліпучу усмішку білосніжних зубів – це мало продемонструвати його багатство і марнославство. Продюсери відмовилися оплачувати пов'язані з цим витрати, і Де Ніро взяв їх на себе.
- Бар, в якому п'ять юних бандитів обговорюють, спалити їм газетний кіоск чи обібрати п'яного, є знаменитою пивною Максорлі на перетині 15-ї Східної вулиці і 7-ї Стріт біля площі Святого Марка, відкритою в 1854 році. Це – найстаріший з безперервно працюючих питних закладів у США. Однак, фасад будинку, з якого виходять хлопці, не відповідає оригіналу.
- Спочатку Серджо Леоне надихнула автобіографічна новела «The Hoods» (дослівний переклад – «Каптури», українською мовою відома під назвою «Гангстери») Гаррі Грея (на добування авторських прав на неї у режисера пішли роки), але потім, у міру зростання масштабності задуму, він залучив до лав сценаристів Нормана Мейлера і Стюарта Камінські.
- Коли Стюарт Камінські взявся за роботу, йому вручили опис сюжетної лінії фільму, який перевищував за обсягом 400 сторінок. Під час роботи над фільмом 10-годинний відзнятий матеріал був урізаний до 6 годин. Спочатку Серджо Леоне хотів випустити свою картину у вигляді двох тригодинних серій, але кіностудія не оцінила цієї ідеї. До нинішнього обсягу фільм скоротив новий монтажер, Зак Стенберг, спеціально запрошений для цієї мети в знімальну групу.
- Готель, в який розбагатілий Локшина запросив Дебору, знімався у Венеції. При цьому дорога, по якій вони поверталися додому, знаходиться через океан — на узбережжі Нью-Джерсі. Роль шофера зіграв продюсер фільму Арнон Мільчан.
- У середині 70-х років одним з основних претендентів на роль «Макса» або «Локшини» був Жерар Депардьє, який пообіцяв у разі потреби виробити в себе американський акцент. У цілому в обойму кандидатів на головні ролі входило понад 200 акторів.
- Одним із претендентів на роль Макса був друг Роберта Де Ніро, Джо Пеші. Після невдалої проби Джо режисер запропонував йому вибрати будь-яку роль у фільмі, яка тільки йому сподобається – так Пеші зіграв Френкі.
- Один з акторів, Джеймс Гейден, помер незадовго до прем'єри.
- Цю картину так і не показали в кінотеатрах США в повному обсязі, тому що тоді вважалося, що глядачі не підуть на такий довгий (227 хвилин) фільм. Тому Леоне змусили скоротити версію фільму до 139 хвилин, прибравши звідти до того ж всю жорстокість. Проте пізніше[коли?] на DVD в США вийшла повна версія тривалістю 229 хвилин.
- Один з героїв фільму, якого всі кличуть Косий, постійно грає на маленькій флейті Пана – це алюзія на героя Чарлза Бронсона, з іншого фільму Леоне, «Якось на Дикому Заході» який теж постійно грав, але тільки на губній гармоніці.

## Уточнення
1. ↑  Коли Локшина виходить з в'язниці, його зустрічає Макс на похоронному автомобілі. Він пояснює здивованому другові, що банда тепер володіє похоронною конторою («відмінне прикриття, це навіть окупається»). На борту автомобіля виведена рекламний напис: «Навіщо продовжувати жити, якщо ми можемо поховати вас всього за 49,50$?» (англ. Why go on living when we can bury you for $ 49.50?).
2. ↑  Хоча Локшина і шукав близькості з іншими жінками, і навіть знайшов собі іншу, але Дебору замінити йому ніхто не зміг.
3. ↑  У сцені, коли літній «Локшина» дивиться телевізор, по ньому показують інтерв'ю з персонажем на ім'я Джеймс Конвей О'Доннелл. У фільмі 1990 «Славні хлопці» персонажа Роберта Де Ніро звуть Джеймс Конвей.
4. ↑  Секретар (англ. Secretary) — в цьому контексті назва керівної посади в державних і громадських організаціях:
  - Державний секретар, статс-секретар (англ. Secretary of (the) State) — чиновник в уряді більшості штатів США, фактично заступник губернатора;
  - Глава департаменту федерального уряду США, міністр (член кабінету) або заступник міністра (англ. Secretary)
5. ↑  The Hoods = The Neighbourhoods = «нетрі» або «сусідські передмістя», російською мовою відомий під назвою «Гангстери».
6. ↑  Це єдиний фільм Серджо Леоне, що не знятий у його коронному екранному форматі 2,35:1.